# Mogote Dos Hermanas
Le mogote Dos Hermanas (« mogote des Deux Sœurs ») est une colline au sud de la sierra de los Órganos dans la Cordillère de Guaniguanico au sein de la vallée de Viñales dans la province de Pinar del Río à Cuba.

## Toponymie
Le nom de mogote désigne les collines ou buttes calcaires karstiques à Cuba et dans les Caraïbes.

## Géographie
Le mogote Dos Hermanos est situé à l'ouest de la ville de Viñales et du mogote del Valle dont il est séparé par la vallée de Dos Hermanas.

## Protection environnementale
Le site fait partie du parc national de Viñales, classé au Patrimoine mondial depuis 1999.

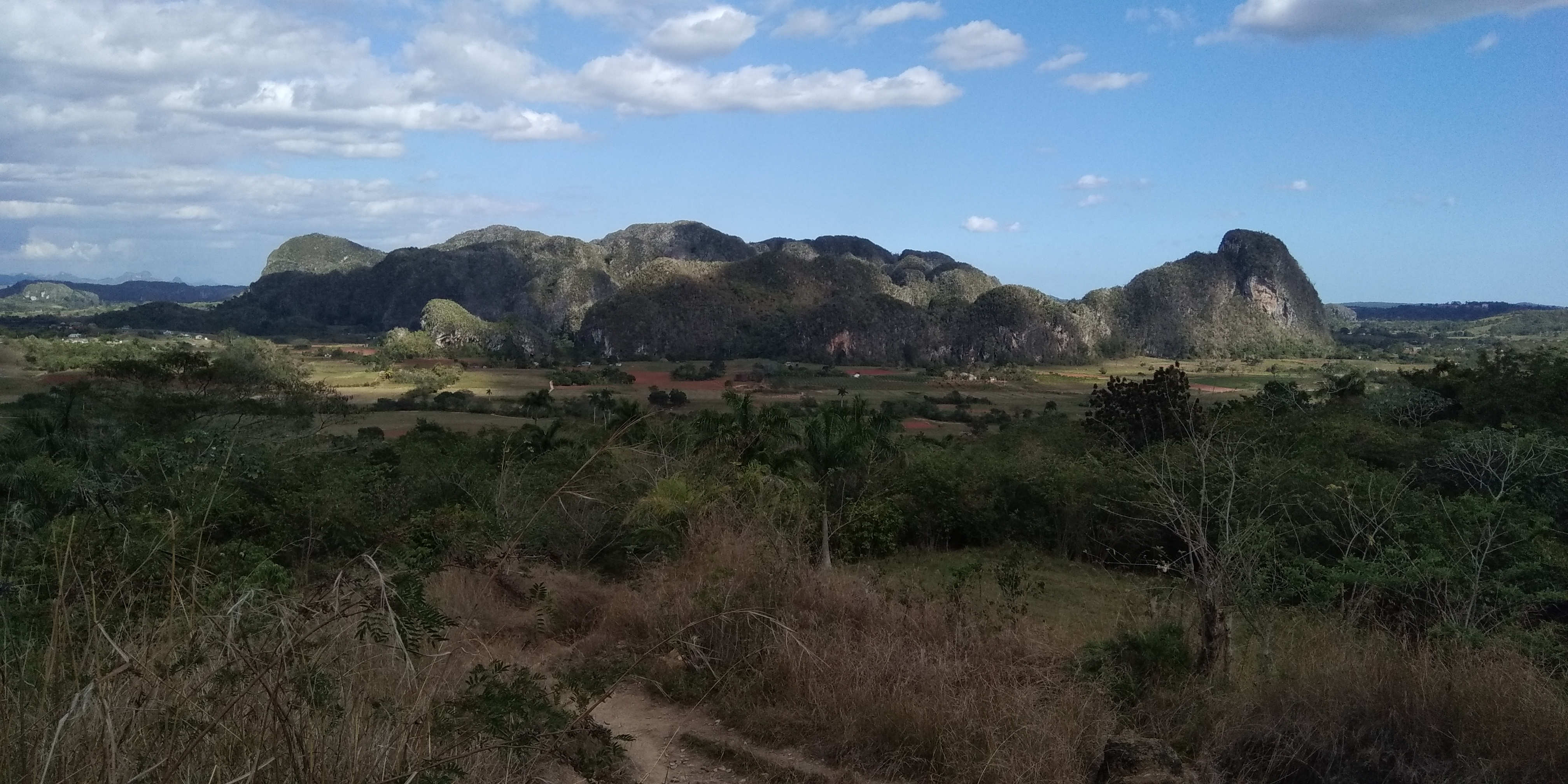
Vue du mogote Dos Hermanas devant le mogote del Valle.